# ستيفن جونز (لاعب كرة قدم أمريكية)
ستيفن جونز (بالإنجليزية: Stephen Jones)‏ هو لاعب كرة قدم أمريكية ولاعب كرة قدم كندية أمريكي، ولد في 8 يونيو 1960 في فلينت في الولايات المتحدة.

## وصلات خارجية
- ستيفن جونز على موقع JustSportsStats.com (الإنجليزية)